# A23 (motorväg, Tyskland)
A23 är en motorväg mellan Heide i Schleswig-Holstein till Hamburg, Tyskland. Vägen kallas i folkmun för "västkustmotorvägen", på tyska "Westküstenautobahn". Vägen är 87 km lång.

## Historia
A23 är en relativt ny motorväg, om man jämför med de andra motorvägarna i det forna Västtyskland. Den första delen av vägen byggdes år 1964 mellan Hamburg-Eidelstedt
och Förbundslandet Hamburgs gräns mot Schleswig-Holstein. År 1975 förlängdes vägen till Elmshorn och år 1981 till Itzehoe. Till Heide förlängde man på 1990-talet. Vägen kostade 402 miljoner DM att bygga ifrån Itzehoe till Heide.

## Trafikplatser
|  | Nr | Skyltning                               |
|  | 2  | Heide-West                              |
|  | 3  | Heide-Süd                               |
|  |    | Dithmarscher Geest                      |
|  | 4  | Albersdorf                              |
|  | 5  | Schafstedt                              |
|  |    | Hochbrücke Hohenhörn (390 m)            |
|  |    | Nord-Ostsee-Kanal                       |
|  | 6  | Hanerau-Hademarschen                    |
|  | 7  | Schenefeld                              |
|  |    | Kaaksburg                               |
|  | 8  | Itzehoe-Nord                            |
|  | 9  | Itzehoe-West (Klar 2015)                |
|  |    | Störbrücke (1160 m, klar 2015)          |
|  |    | Väg- och järnvägsbro (110 m, klar 2015) |
|  | 10 | Itzehoe-Süd                             |
|  | 11 | Lägerdorf                               |
|  |    | Große Wettern                           |
|  | 12 | Hohenfelde                              |
|  |    | Steinburg (Fyrvägskorsning, planerad)   |
|  |    | Ska byggas om till:                     |
|  |    | Steinburg (Planerad)                    |
|  | 13 | Horst/Elmshorn                          |
|  |    | Krückau                                 |
|  | 14 | Elmshorn                                |
|  | 15 | Tornesch                                |
|  |    | Bilsbek                                 |
|  | 16 | Pinneberg-Nord                          |
|  |    | Pinnau                                  |
|  | 17 | Pinneberg-Mitte                         |
|  |    | Mühlenau                                |
|  | 18 | Pinneberg-Süd                           |
|  |    | Düpenau                                 |
|  | 19 | Halstenbek/Rellingen                    |
|  | 20 | Halstenbek-Krupunder                    |
|  | 21 | Hamburg-Eidelstedt                      |
|  | 22 | Hamburg-Nordwest (T-Korsning)           |